# 울루스

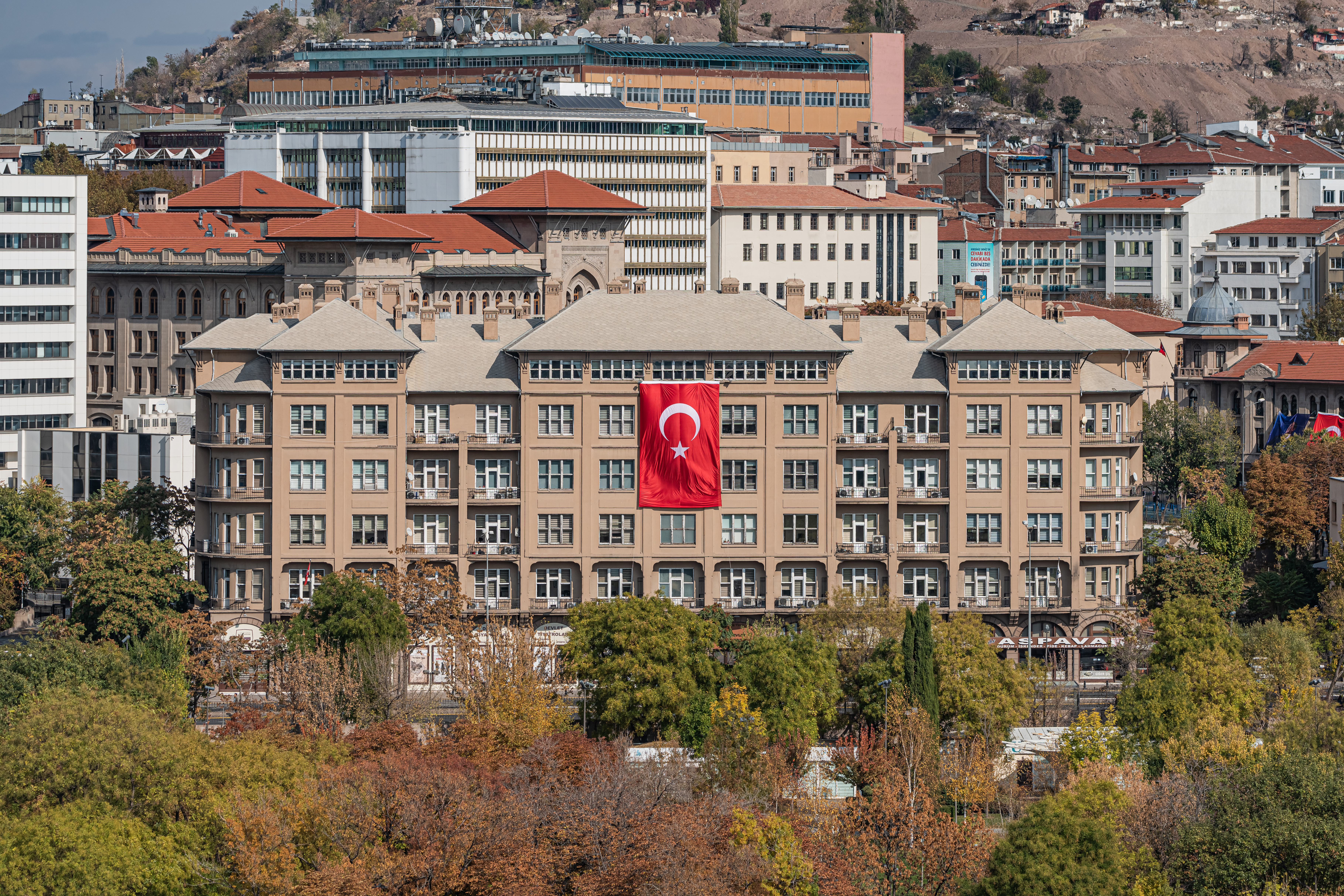
울루스의 거리

울루스(튀르키예어: Ulus)는 터키의 수도 앙카라의 지구로 앙카라의 중심부에 위치해 있다. 울루스는 한 때 앙카라의 가장 번화한 지역이었으나 현재는 크즐라이에 그 역할을 넘겨줬다. 현재도 은행, 상점, 호텔, 오피스, 식당 등의 상업 지역과 앙카라 성, 아나톨리아 문명 박물관, 겐츨릭 공원 등의 같은 관광 지역으로 구성되어 있다. 울루스는 튀르키예어로 "국민"을 의미한다. 1923년에 첫 번째 터키 대국민의회가 소집이 된 국회 의사당 건물(현 독립 전쟁 박물관)도 울루스 광장에 위치해있다. 독립 전쟁 박물관 건너편에 앙카라에서 가장 오래된 호텔이 있는데, 이 호텔은 앙카라 궁전이라고 불리며, 무스타파 케말 아타튀르크가 머물렀다고 한다. 앙카라 성은 울루스의 동쪽에 위치한다.

## 명소
- 안키라눔 기념물
- 아나톨리아 문명 박물관
- 율리아누스의 기둥(362년)
- 로마식 목욕탕(3세기경)
- 독립 전쟁 박물관(옛 국회 의사당 건물)

## 참조
1. ↑  Planetware, Ulus Meydanı 보관됨 2007-08-16 - 웨이백 머신 (튀르키예어)